# Jean Adolphe Bourdeillette
Jean Bourdeillette (* 24. Oktober 1901 in Dax, Aquitanien; † 28. August 1981 in Brantôme, Aquitanien) war ein französischer Diplomat, zuletzt Botschafter in Israel.

## Leben
Jean Adolphe Albéric Bourdeillette studierte Philosophie, Rechts- und Staatswissenschaften an der Universität von Paris und trat in den diplomatischen Dienst ein. Er heiratete 1926 Antoinette Bourdeillette. Im November 1925 wurde er Hilfskonsul und im Dezember 1925 Résident Général in Tunis. Er arbeitete 1928 für eine Botschafterkonferenz. 1930 wurde er Botschaftssekretär dritter Klasse in Wien. 1931 arbeitete er in der Zentrale am Quai d’Orsay. Er war Mitglied der französischen Delegation zur Konferenz der Stresa-Front. Von 1933 bis 1937 war er Konsul in Nürnberg. Von 1938 bis 1939 war er Konsul in Frankfurt am Main. Von 1939 bis 1942 war er Generalkonsul in Genua. Am 8. Dezember 1942 wurden dort seine Möbel durch Bombeneinwirkung zerstört.
1943 wurde er von seinen Aufgaben als Abteilungsleiter durch die Marionettenregierung von Pierre Laval auf Schloss Sigmaringen entbunden.
Von 1944 bis 1949 war er Botschaftssekretär Erster Klasse und zeitweise Geschäftsträger beim Heiligen Stuhl. In einem Brief von 30. Januar 1945 berichtete er Georges Bidault vom Besuch von Harry Hopkins bei Pius XII. Nach Bourdeillette warnte dieser Hopkins eindringlich vor den Folgen des zu erwartenden völligen Sieges der Sowjetunion für die Zukunft Polens und Ungarns für das Gleichgewicht in Europa.
Vom 21. April 1949 bis 3. März 1952 war Bourdeillette Botschafter in Caracas. Vom 19. Dezember 1951 bis 9. September 1958 war er Botschafter in Kopenhagen. Vom 10. Oktober 1959 bis 11. September 1965 war er Botschafter in Tel Aviv.

## Werke
- Simulacres: poèmes 1934–1945, 1945, 111 S.
- Les Étoiles dans la main, 1954, 110 S.
- Reliques des songes, 1958, 125 S.
- La pierre et l'anémone, (choix de poèmes) 1964, 102 S.
- Saison des ombres, 1965, 104 S
- Pour Israël, 1968, 256 S.
- Le Bouquet noir, 1970, 124 S.
- Le Soleil ni la mort, 1975, 111 S
- Comme à travers un rêve…: (1974–1975), 1976, 109 S.

| Vorgänger                     | Amt                                                     | Nachfolger                               |
| ----------------------------- | ------------------------------------------------------- | ---------------------------------------- |
| Léon Bérard                   | Französischer Botschafter beim Heiligen Stuhl 1945–1945 | Jacques Maritain                         |
| Guillaume Georges-Picot       | Französischer Botschafter in Venezuela 1949–1952        | Pierre Arnal                             |
| Guy de Girard de Charbonnière | Französischer Botschafter in Dänemark 1951–1958         | Christian Fouchet                        |
| Pierre-Eugène Gilbert         | Französischer Botschafter in Israel 1959–1965           | Bertrand Edmond Rochereau de La Sablière |